# Guizi
Guizi (kinesiska: 贵子) är en köping i sydöstra Kina. Den ligger i Xinyi i staden Maoming i provinsen Guangdong, omkring 230 kilometer väster om provinshuvudstaden Guangzhou. Antalet invånare är 26 723. Befolkningen består av 13 301 kvinnor och 13 422 män. Barn under 15 år utgör 28,0 %, vuxna 15-64 år 59 %, och äldre över 65 år 12,0 %.